# Железничка станица Врбница
Железничка станица Врбница је једна од железничких станица на прузи Београд—Бар. Налази се насељу Врбница у општини Сјеница. Пруга се наставља у једном смеру ка Бијелом Пољу и у другом према Бродареву. Железничка станица Врбница састоји се из 3 колосека.

## Повезивање линија
- Пруга Београд—Бар